# Xenokrates von Athen
Xenokrates war ein griechischer Bildhauer, der im 3. Jahrhundert v. Chr. lebte. Seine Rolle als Fachschriftsteller zur Kunsttheorie und Kunstgeschichte ist in der älteren Forschung wohl zu stark betont worden. Plinius der Ältere nennt ihn in seiner Naturgeschichte, ohne nähere Informationen zur Art seiner Schriften zu liefern.